# حصارحاجی اسماعیل
حصارحاجی اسماعیل، روستایی در دهستان کبودگنبد بخش مرکزی شهرستان کلات استان خراسان رضوی ایران است.

## جمعیت
بر پایه سرشماری عمومی نفوس و مسکن در سال ۱۳۹۵ جمعیت این روستا ۱۵۱ نفر (در ۴۳ خانوار) بوده‌است.